# Beata Chruścińska
Beata Chruścińska (ur. 7 czerwca 1977 w Białobrzegach) – polska aktorka teatralna i filmowa.

## Życiorys
W 2002 roku ukończyła studia na Wydziale Aktorskim PWSFTviT w Łodzi.

## Filmografia
- 1999–2007: Klan − 2 role: sekretarka w Agencji Reklamowej „Santer Polska”; Weronika Wolicka
- 2001: Graczykowie, czyli Buła i spóła − hydraulik Mrowicz (odc. 14)
- 2002−2010: Samo życie − Kazimiera, pracownica Agencji Reklamowej „Aspekt”
- 2002: Chopin. Pragnienie miłości − gość na koncercie Chopina w salonie baronowej Rothschild
- 2003: Psie serce − sekretarka biura turystycznego (odc. 15)
- 2003: M jak miłość − radiolog (odc. 127), Iwonka (odc. 168)
- 2003: Lokatorzy − Marianna Giertyńska (odc. 141)
- 2004−2011: Pierwsza miłość − kosmetyczka Beata Jasna
- 2004: Pensjonat pod Różą − Daria, uczestniczka zabawy (odc. 3), prostytutka „Księżniczka” (odc. 31)
- 2004: Kryminalni − Ania, sekretarka w firmie Tomeckiego i Gancarza (odc. 2)
- 2004–2008: Glina − Milena Florczak, córka Rolexa
- 2005: Egzamin z życia − dziewczyna w centrum handlowym (odc. 30)
- 2006: Magda M. − sekretarka sądowa (odc. 31)
- 2006: Fala zbrodni − Oksana (odc. 79)
- 2006: Dublerzy
- 2006: Dublerzy (serial)
- 2007: Twarzą w twarz − sekretarka Anity
- 2007: Halo Hans!
- 2008: Wydział zabójstw − Ewa Rudzka
- 2008: Na dobre i na złe − ekspedientka w salonie sukien ślubnych (odc. 334)
- 2009–2016: Ojciec Mateusz − reporterka Beata Szpak
- 2009: Generał Nil − gospodyni mieszkania, w którym przebywał „Nil” podczas zamachu na Kutscherę
- 2010: Ludzie Chudego − dziennikarka Nina Bednarska (odc. 13)
- 2011: Szpilki na Giewoncie − urzędniczka (odc. 31 i 32)
- 2012−2013: Hotel 52 − klientka Andrzeja (odc. 55); Lidka (odc. 82)
- 2013: Prawo Agaty − Ewa Rutkowska, była partnerka Hartmana (odc. 50)
- 2013: 2XL − pacjentka Dorota Krużel (odc. 12)
- 2014: Komisarz Alex − Ola Grabska (odc. 72)
- 2017: Ojciec Mateusz - Realizatorka (odc. 217)